# Esta aventura
Esta aventura es el nombre del álbum número 13 de la discografía de Emmanuel y el cuarto para el sello Sony Music. Fue lanzado al mercado el 23 de agosto de 1994.

## Lista de canciones
1. "Esta Aventura" (Víctor Víctor)
2. "Quiero Un Beso" (Víctor Víctor)
3. "Por Tu Amor" (Víctor Víctor)
4. "Un Loco Manso" (Víctor Víctor)
5. "Voy A Luchar" (Manolo Tena)
6. "Por Ti" (Emmanuel - Manuel Tejada - Víctor Víctor)
7. "No Me Pidas" (Antonio Carbonell)
8. "No Vale La Pena" (Víctor Víctor - Manuel Tejada)
9. "Alondra" (Donato Póveda)
10. "Desatino" (Víctor Víctor)

## Créditos
- Arreglos: Manuel Tejada
- Dirección: Manuel Tejada
- Realización: Víctor Víctor / Manuel Tejada

- Datos: Q2888267